# Mozingova redukce
Mozingova redukce, známá také jako Mozingova reakce nebo thioketalová redukce, je chemická reakce schopná plně redukovat keton nebo aldehyd na odpovídající alkan prostřednictvím dithioacetalu. Schéma reakce je následující:
Keton nebo aldehyd se aktivuje konverzí na cyklický dithioacetal reakcí s dithiolem (nukleofilní substituce) v přítomnosti H+ donující kyseliny. Cyklická dithioacetalová struktura se poté hydrogenolyzuje pomocí Raneyova niklu. Raneyův nikl se nevratně přemění na sulfid nikelnatý. Tato metoda je mírnější než Clemmensenova nebo Wolffova–Kižněrova redukce, které používají silně kyselé, resp. zásadité podmínky, které by mohly interferovat s jinými funkčními skupinami.

## Historie
Reakce je pojmenována po Ralphu Mozingovi, který v roce 1942 popsal štěpení thioetherů pomocí Raneyova niklu. Moderní iteraci reakce, zahrnující cyklický dithioacetal, však vyvinul Melville Wolfrom.